# Antoni Ramallets i Simón
Antoni Ramallets i Simón (Barcelona, 1 de juliol de 1924 - Vilafranca del Penedès, 30 de juliol de 2013) fou un destacat futbolista català de la dècada de 1950 que jugava a la posició de porter i posteriorment fou entrenador de futbol. Va desenvolupar gran part de la seva carrera esportiva al Futbol Club Barcelona. Per molts especialistes, Ramallets va ser el més gran porter que mai hagi defensat la samarreta del Barça, tant pel nombre de temporades (quinze) que romangué al club com pels molts títols aconseguits. Va ser internacional amb la selecció catalana i amb la selecció espanyola.

## Biografia
Amb 17 anys ja defensava els colors del CE Europa. Posteriorment jugà al San Fernando i al RCD Mallorca. L'any 1946 firmà pel FC Barcelona que decidí cedir-lo al Reial Valladolid abans de reintegrar-se definitivament al primer equip. Amb el Barça debutà el 15 d'agost de 1946, on romangué durant 15 temporades, disputant 538 partits. Una greu lesió ocular soferta pel porter titular Velasco l'any 1949 el portà a la titularitat, que ja no abandonà. L'any següent disputà el Mundial de Brasil '50 on es consagrà definitivament. Les seves brillants actuacions li significaren el sobrenom d'el gat de Maracanà. En total disputà 35 partits internacionals amb Espanya.
Fou cinc cops el porter menys golejat de la lliga espanyola (1951-52, 1955-56, 1956-57, 1958-59 i 1959-60) tot i que només va rebre dos Trofeus Zamora, ja que aquest va ser instaurat la temporada 58-59. Pel que fa a clubs, guanyà sis lligues, cinc copes i dues copes de fires, tots els títols defensant la samarreta blau-grana. El seu partit més desgraciat va ser la final de la Copa d'Europa de 1961, que va jugar com a titular, i que el Barça va perdre contra el Benfica per 2 a 3 al Wankdorf Stadium de Berna, la primera final de la Copa d'Europa que jugava el Barça. En aquest partit, conegut com a la final dels pals, Ramallets es va fer un auto-gol. Això va precipitar la seva retirada definitiva del futbol.
El 6 de març del 1962 va rebre un homenatge dels aficionats barcelonistes en un partit contra l'Hamburger SV que el Barça vencé per 5 a 1 i on destacà una increïble aturada a l'alemany Uwe Seeler. Ramallets tenia 38 anys. Va tenir un altre homenatge l'11 de març de 2008, en rebre la clau de Barcelona de mans de l'expresident del FC Barcelona, Joan Gaspart.
Un cop retirat establí la seva residència a Sant Joan de Mediona. El 30 de juliol de 2013 va morir als 89 anys al Centre Sociosanitari Ricard Fortuny de Vilafranca del Penedès, on era ingressat. Ha estat sebollit al cementiri de Sant Joan de Mediona.

## Trajectòria esportiva
- Club Esportiu Europa
- CD San Fernando
- Reial Club Deportiu Mallorca
- Real Valladolid Club de Fútbol (cedit)
- Futbol Club Barcelona: 1947-1961

## Palmarès
- 6 Lligues espanyoles: 1948, 1949, 1952, 1953, 1959, 1960.
- 5 Copes espanyoles: 1951, 1952, 1953, 1957, 1959.
- 2 Copes de Fires: 1955-58, 1958-60.
- 2 Copes llatines: 1949, 1952.
- 3 Copes Eva Duarte de Perón: 1948, 1952, 1953.